# Râul Fresca
Râul Fresca (sau Râul Freasca) este un curs de apă, afluent al râului Șușița. 